# Районное жилищное управление
Районное жилищное управление (Райжилуправление, РЖУ) — организация по управлению жилым (жилищным) фондом района, преим. в СССР, часть районной исполнительной власти.

## История
Создание РЖУ определялось практикой работы местной советской власти, в частности, горисполкомов.
В Ленинграде РЖУ существовали с 1933-го по 1988 гг. Так, РЖУ были созданы в 1933 году в результате реорганизации районных жилищных отделов, а в 1988 году, согласно Решению Ленгорисполкома от 05.09.1988 г., РЖУ реорганизованы в Государственные производственные ремонтно-эксплуатационные предприятия (ГПРЭП).
В Москве РЖУ были образованы в кон. 1930-х — нач. 1940-х гг. и подчинены Жилищному управлению, а с 1968 года — Главному управлению жилищного хозяйства Мосгорисполкома. В 1983 году РЖУ были реорганизованы в производственные жилищно-ремонтные объединения (ПЖРО), которым дополнительно было вменено в обязанность обслуживание по договору домов жилищно-строительных кооперативов (ЖСК).
В Новосибирске РЖУ работали с декабря 1937 года по январь 1977 года: 03.12.1937 г., на основании постановления президиума Новосибирского Городского Совета РК и КД от 29.12.1937 года, приказом горкомхоза создано городское жилищное управление (ГЖУ) и районные жилищные управления (РЖУ), а по решению Новосибирского областного Совета народных депутатов от 31.12.1976 г. № 880 Управление жилищного хозяйства (УЖХ) горисполкома с 1 января 1977 года было преобразовано в производственное жилищно-ремонтное управление (ПЖРУ) и созданы производственные жилищно-ремонтные тресты (ПЖРТ).
Райжилуправление (РЖУ), как управленческая структура, работала на Украине в 2000-х гг. В пределах РФ слово «Райжилуправление» используется и теперь, но уже как имя собственное различных организаций соответствующего профиля, как правило, коммерческих: ООО, и прочих.

## Функции РЖУ
- Учёт жилья (учётно-контрольная деятельность);
- Эксплуатация жилого фонда, его текущий и капитальный ремонт, в связи с чем осуществлялось руководство подчинёнными службами (напр., аварийными, ремонтно-восстановительными) и/или первичными звеньями жилищного хозяйства, обслуживающими несколько домовладений на территории района, напр., ЖЭКами, соответствовавшими масштабу микрорайона[9].
- Проведение мероприятий по ГО (гражданской обороне);
- Контроль за соблюдением требований охраны труда;
- Совместная работа с общественными организациями, например, смотр сохранности жилого фонда вместе с общественными советами по работе домкомов[10];
- Другие, в зависимости от местных условий.